# Polhems mekaniska alfabet

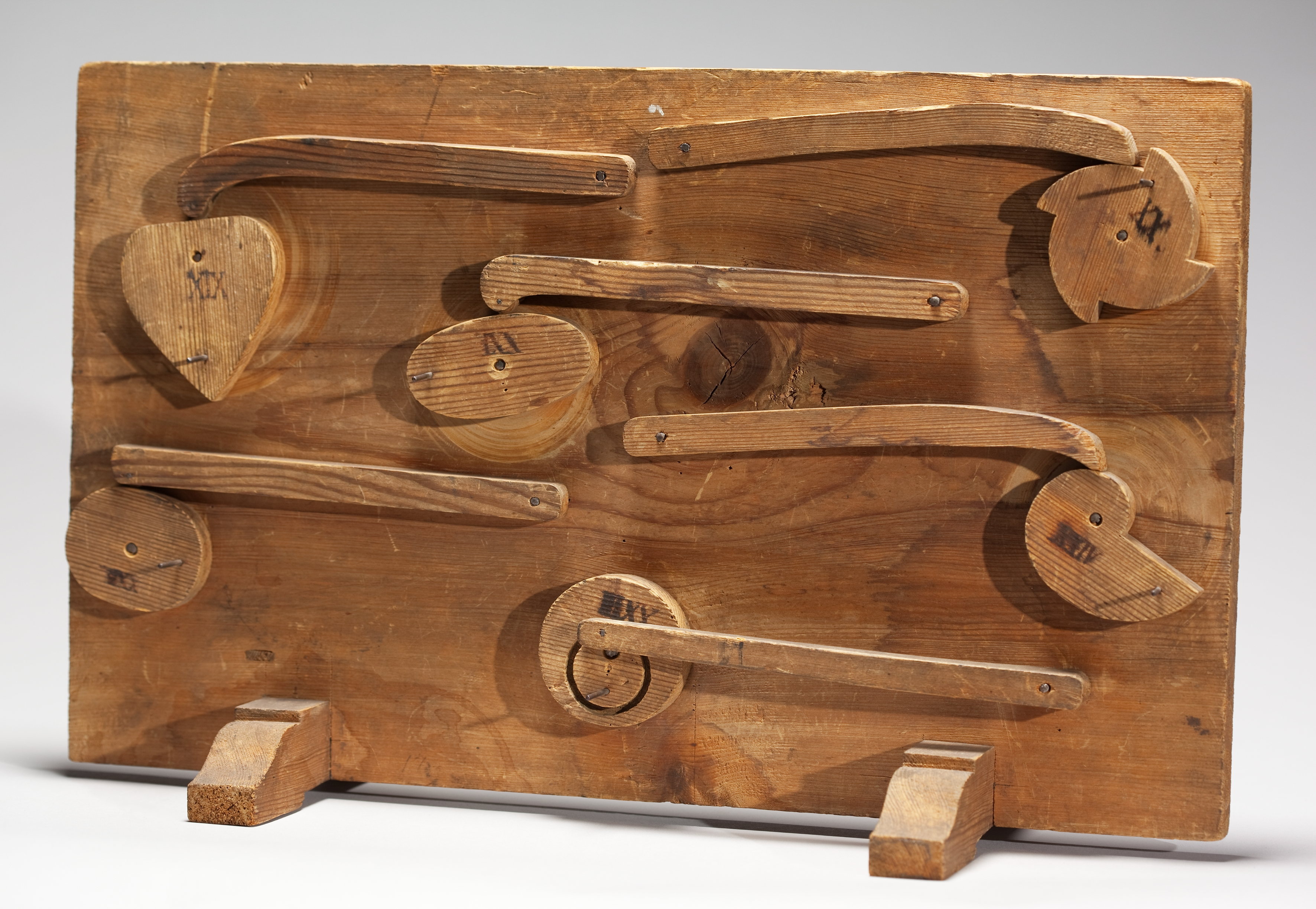
Modell ur Polhems mekaniska alfabet. Nr XIX, XX, XXI, XXII, XXIII, XXIV. Exempel på olika kammekanismer.

Polhems mekaniska alfabet är en modellsamling som ursprungligen bestod av 79 trämodeller vilka visade hur olika rörelseomvandlingar kunde åstadkommas. Samlingen togs fram av Christopher Polhem för att användas som ett pedagogiskt instrument i Laboratorium mechanicum  som han grundade på Kungsholmen i Stockholm 1697. 
Polhems mekaniska alfabet har sedan sin skapelse varit stommen i den mekaniska undervisningen i först Laboratorium Mechanichum från 1697, sedan mekaniska skolan, sedan Teknologiska Institutet. 
Samlingen var en tid i Falun och senare i Stiernsund. Så flyttades den tillbaka till Stockholm där den fortsatte sin verksamhet i det av Christopher Polhem 1697 grundade Laboratorium Mechanichum, som 1798 införlivades till att bli kärnan och stafettpinnen i den mekaniska skolan som 1827, efter beslut av Kungl. Maj:t, omvandlades till Teknologiska Institutet. Samlingen hade efter de många flyttningarna bland annat råkat ut för en brand. På Teknologiska Institutet restaurerades den ursprungliga, något decimerade samlingen, och en del nya modeller tillverkades delvis som elevarbeten.
Resterna av den ursprungliga modellsamlingen ingår i modellkammarens samlingar på Tekniska museet och återställningsarbete gjorts för att komma ursprunget så nära som möjligt. Museet har under 2018 digitaliserat delar av det mekaniska alfabetet i 3D, exempel finns i bildlänkarna. I samlingarna ingår även diverse beskrivningar och gamla inventarieförteckningar från de olika tidigare uppställningsplatserna. Även Polhemsmuseet i Stjärnsund ställer ut delar av hans mekaniska alfabet. 
I det mekaniska alfabetet ingår bland annat:
- Polhems knut (Kardanknut)
- Lager som till exempel glidlager, rullager och spetslager
- kammekanismer
- Spärrmekanismer för kuggstänger

Några av polhems alfabetsmodeller
Modell ur Christopher Polhems mekaniska alfabet.
Modell ur Christopher Polhems mekaniska alfabet.
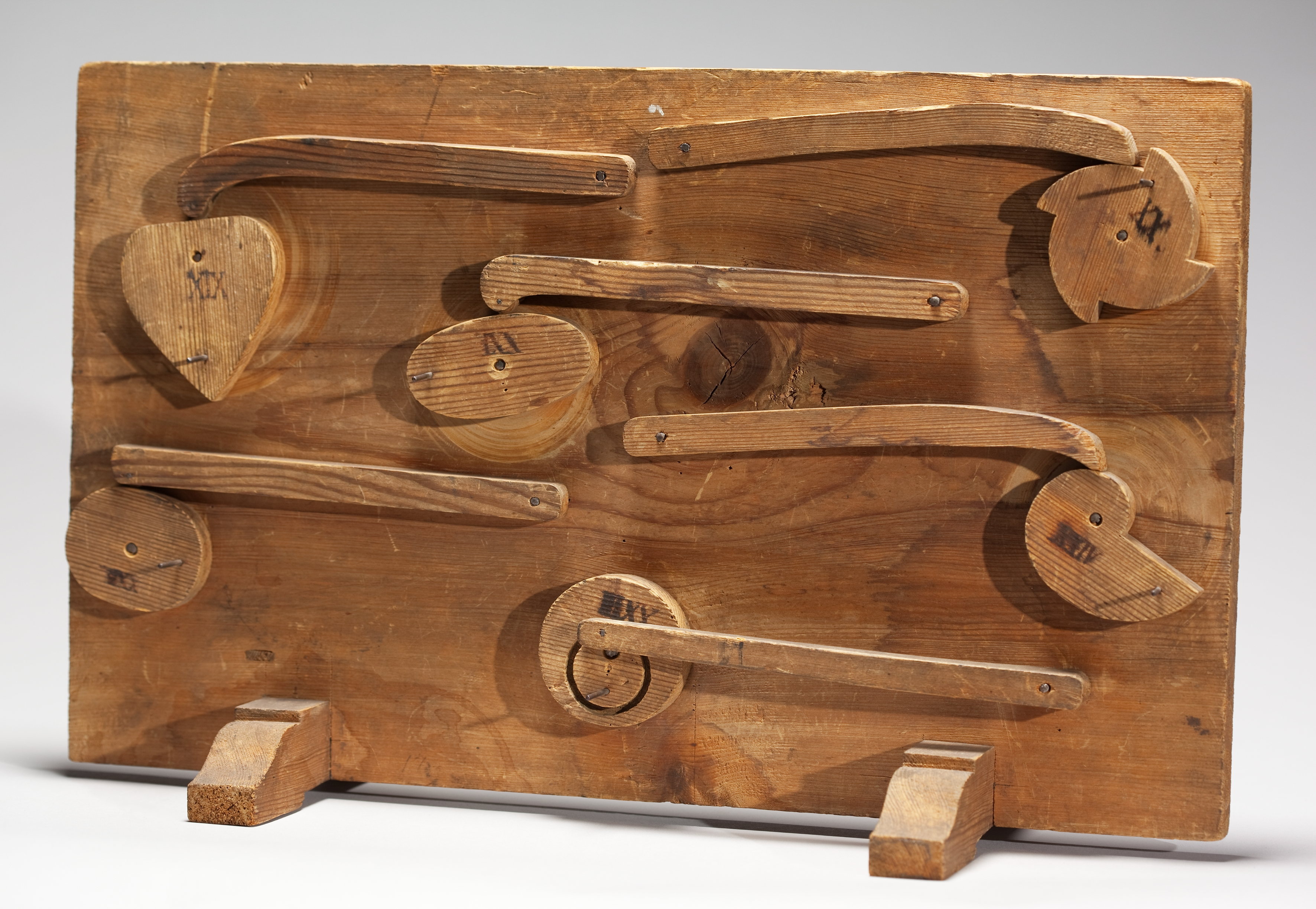
Modell ur Christopher Polhems mekaniska alfabet.
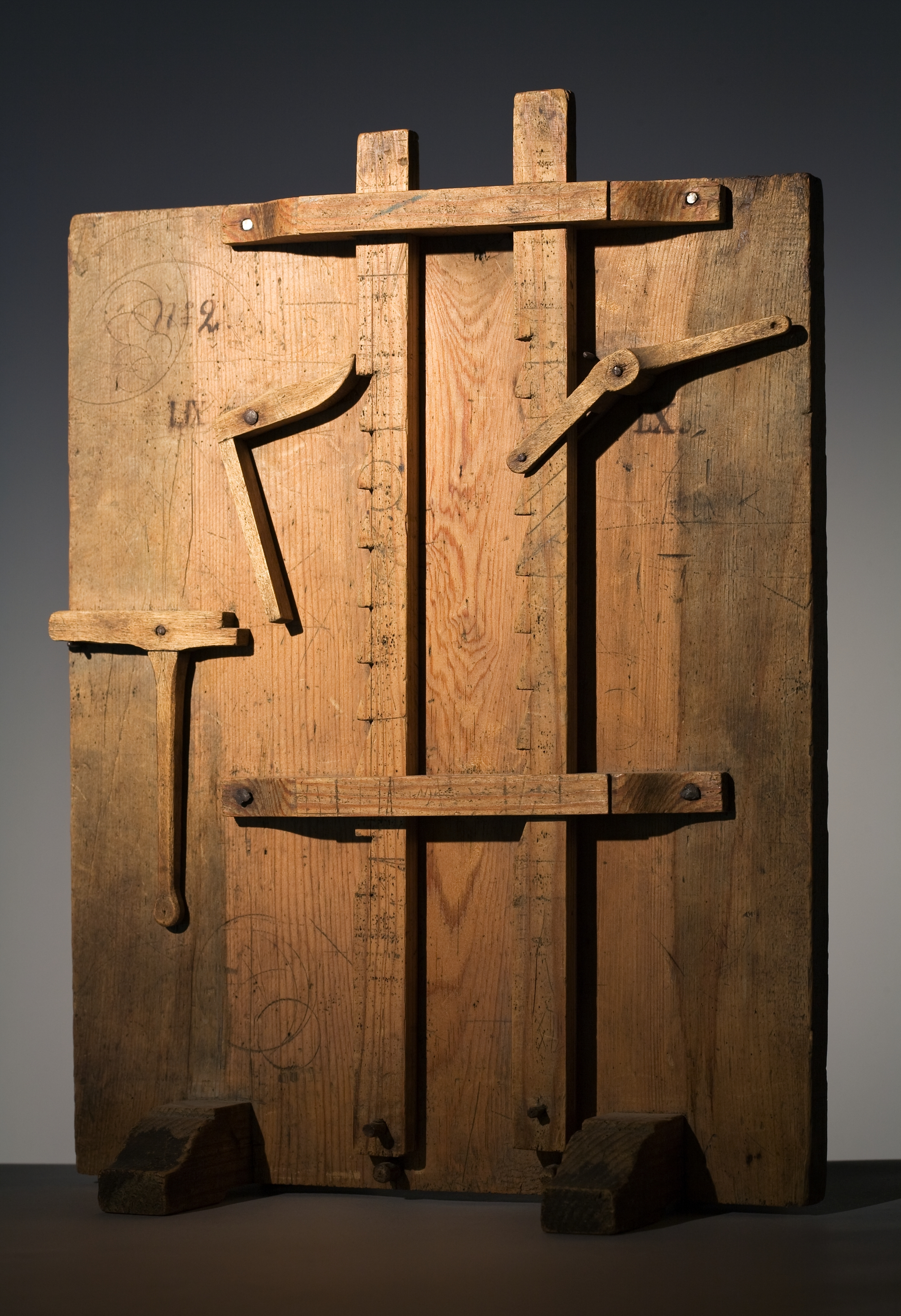
Modell ur Christopher Polhems mekaniska alfabet.